# Pyrausta prostygialis
Pyrausta prostygialis là một loài bướm đêm trong họ Crambidae.